# Aphis nudicauda
Aphis nudicauda är en insektsart som beskrevs av Danielsson in Heine 1986. Aphis nudicauda ingår i släktet Aphis och familjen långrörsbladlöss. Arten är reproducerande i Sverige. Inga underarter finns listade i Catalogue of Life.